# Агогика
Аго́гика (от др.-греч. ἀγωγή — увод, унесение), в музыкальном исполнительском искусстве — небольшие отклонения (замедления, ускорения) от темпа и метра, подчинённые целям художественной выразительности. Термин введён Х. Риманом в 1884 году.
Эти отклонения не изменяют значения нот, образующих ритмический рисунок (хотя по величине они могут быть достаточно длительными), и в нотной записи, как правило, не фиксируются. Хуго Риман, автор термина, считал основным принципом агогики увеличение длительности сильных моментов за счёт слабых, однако на практике нередко удлиняются именно слабые доли.